# Kirstine Roepstorff
Kirstine Roepstorff, född 1972, är en dansk bildkonstnär.
Hon är utbildad vid Kungliga Konstakademien i Köpenhamn. Hennes verk består huvudsakligen av collage i olika material som pekar ut olika maktrelationer och politiska teman. 
Verk av Roepstorff finns bland annat på Museum of Modern Art, New York, Saatchi Gallery, London och Nasjonalmuseet for kunst, arkitektur og design, Oslo. Hon har även gjort flera offentliga konstverk, bland andra Klangfrø för Köpenhamns Universitet. 
År 2016 utsågs Kirstine Roepstorff till att representera Danmark vid Venedigbiennalen.